# P̋
P̋ (minuscule : p̋), appelé P double accent aigu, est une graphème utilisé dans l'ecriture de vieil islandais.
Il s’agit de la lettre p diacritée d’un double accent aigu.

## Représentations Informatiques
- décomposé (latin de base, diacritiques) :

| formes    | représentations | chaînes de caractères | points de code | descriptions                                             |
| --------- | --------------- | --------------------- | -------------- | -------------------------------------------------------- |
| majuscule | P̋               | P◌̋                    | U+0051 U+030B  | lettre majuscule latine p diacritique double accent aigu |
| minuscule | p̋               | p◌̋                    | U+0071 U+030B  | lettre minuscule latine p diacritique double accent aigu |